# 리브레오피스 캘크
리브레오피스 캘크(LibreOffice Calc)는 리브레오피스 소프트웨어 패키지의 스프레드시트 구성 요소이다.
2010년 오픈오피스에서 포크된 리브레오피스 캘크는 외부 참조를 수반하는 공식 계산의 수많은 결점을 수정하기 위해 외부 참조 관리에 상당한 재작업을 수행했고, 특히 대량 데이터 범위를 참조할 때의 데이터 캐시 성능을 개선했다.
게다가 캘크는 현재 각 셀의 매크로 참조가 있는 스프레드시트의 100만 줄을 지원한다.

## 같이 보기
- 리브레오피스 라이터